# Algeco
Algeco (acronyme d'« Alliance et gestion commerciale ») est un fabricant de constructions modulaires, au gabarit routier utilisés seuls ou assemblés suivant leurs dimensions, de manière temporaire ou définitive, pouvant être loués ou vendus. Ces modules sont couramment utilisés comme cantonnement, bureau, locaux techniques, salles de cours, etc.

## Présentation
Algeco est une marque déposée. C'est aussi, en France, une marque utilisée abusivement pour désigner des constructions modulaires par antonomase. Cette utilisation est contestée par le fabricant, pour son côté illégal et réducteur,[source insuffisante].

## Historique
- 1955 - Création à Mâcon.
- 1966 - Racheté par le groupe allemand Preussag.
- 2004 - Racheté par le fonds d'investissement britannique TDR.
- 2007 - TDR qui possède déjà plusieurs sociétés du même secteur dans d'autres pays, achète le numéro 1 américain Williams Scotsman et regroupe l'ensemble sous la holding nommée Algeco Scotsman[5].
- 2017 - Reprise d'une partie des activités de la société Touax[6],[7],[8]. la nouvelle entité issue du regroupement est désormais présente dans 18 pays européens, 16 et possède un parc de 220 000 modules répartis sur 150 sites, (soit 40 000 apportés par Touax).
- 2020 - rachat par Algeco de la société Altempo, société familiale en Alsace.
- 2021 - rachat de Modulaire Group par Brookfield Business Partners.

## Données
Après le rachat de Williams Scotsman en novembre 2007, le groupe fait désormais un chiffre d'affaires de 1,2 milliard d'euros avec 330 000 modules en location. L'effectif est de 5 200 personnes réparties sur 21 pays.